# Vacquinol-1
El vacquinol-1 és una molècula orgànica sintetitzada artificialment a partir de la quinina. Actua com a fàrmac estimulant la mort de les cèl·lules del glioblastoma multiforme mitjançant la vacuolització per macropinocitosi, l'esgotament de l'ATP i conseqüentment, el trencament de la membrana plasmàtica.